# Weeke
Weeke är en ort i distriktet Winchester, i grevskapet Hampshire, i England. Weeke var en civil parish fram till 1894 när blev den en del av Weeke Within och Weeke Without. Civil parish hade 2 549 invånare år 1891.